# Simalia tracyae
Simalia tracyae es una especie de serpientes de la familia Pythonidae.

## Distribución geográfica
Es endémica de Halmahera (Molucas).